# 廣内武
廣内 武（ひろうち たけし、1942年11月5日 - ）は、日本の経営者。オンワード樫山社長、会長を務めた。

## 経歴
高知県出身。1965年に早稲田大学商学部を卒業し、同年に樫山(のちのオンワード樫山)に入社。1985年5月に取締役に就任し、1991年4月に常務、1994年4月に専務を経て、1997年4月には社長に就任。2005年3月には会長に就任し、2011年9月から2015年3月までにオンワードホールディングス社長を務めた。